# Mànega d'incendis

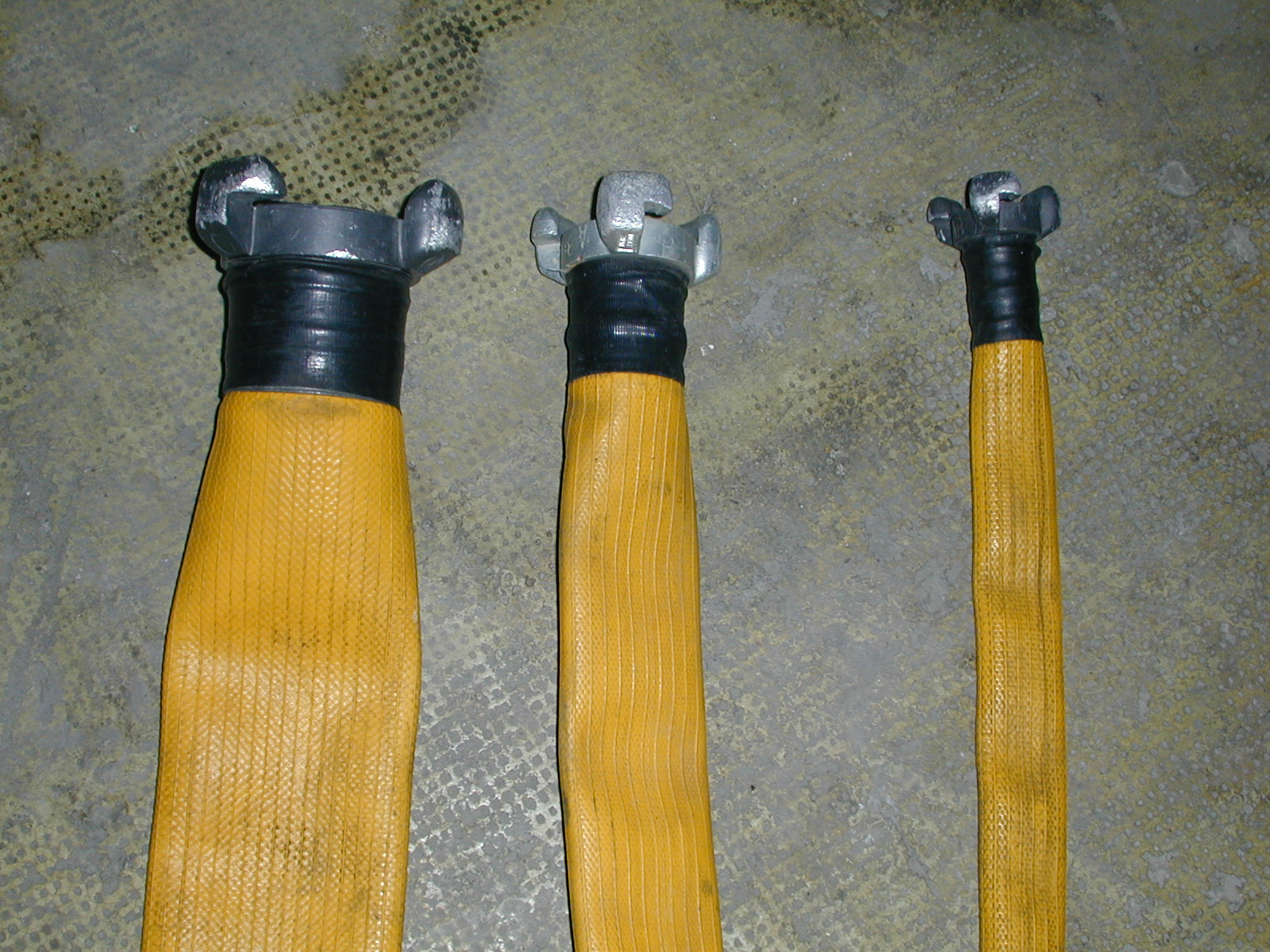
Manegues de 70, 45 i 25 mm

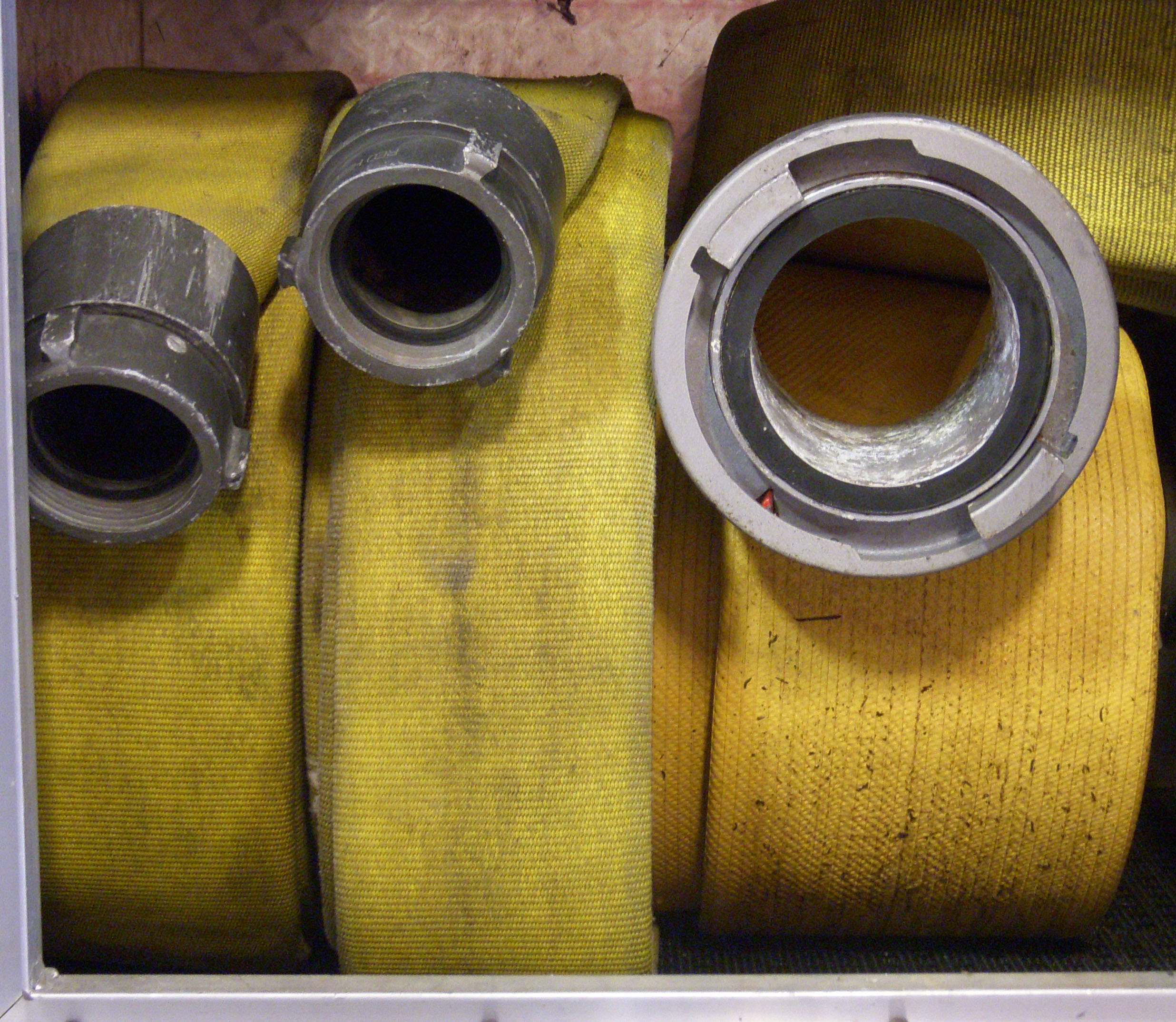
Mànegues de 3 i 5 polzades

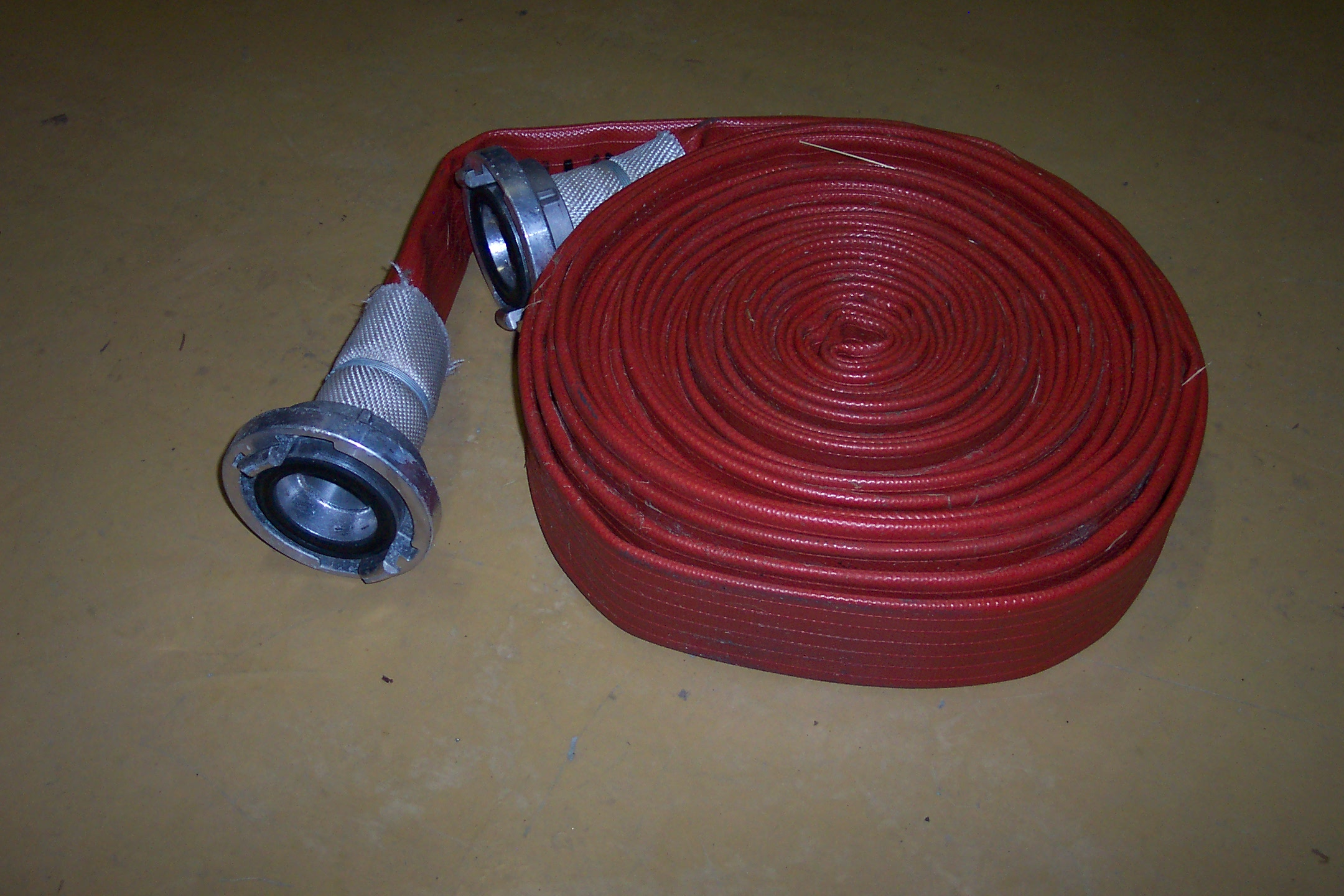
Mànega d'incendis amb un diàmetre de 75 mm

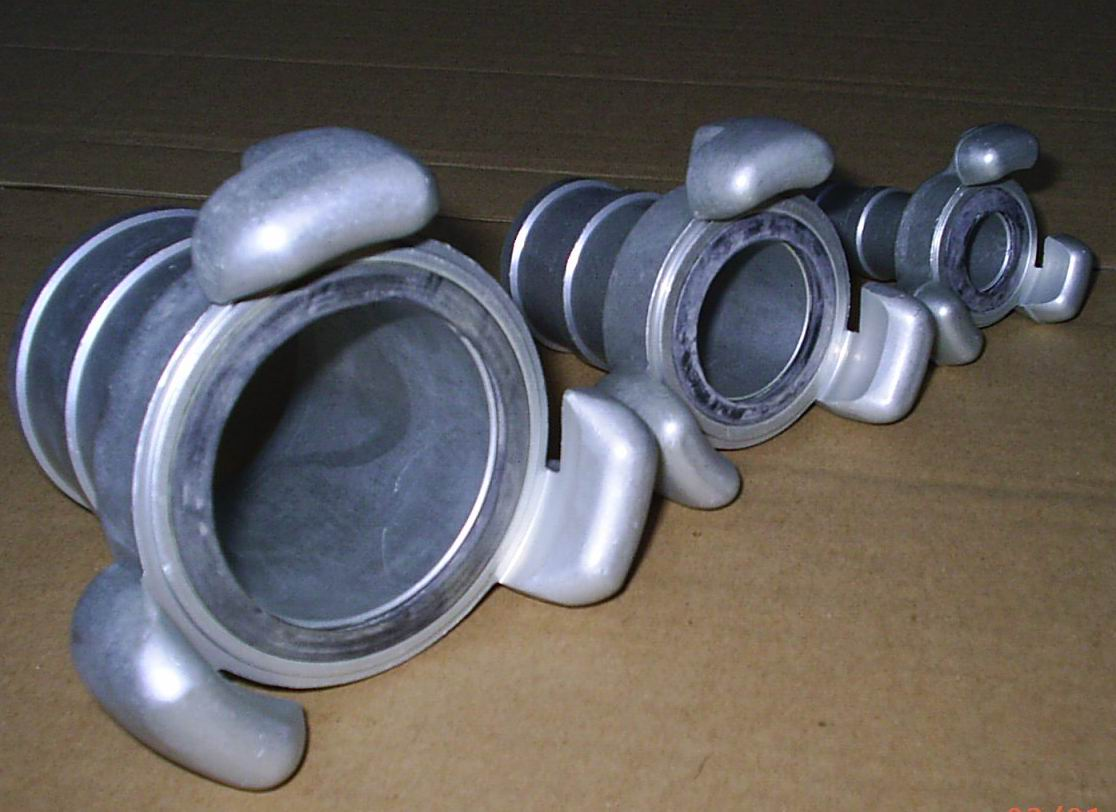
Ràcord Barcelona

Una mànega d'incendis és una mànega que s'utilitza per al transport d'aigua per a l'extinció d'incendis. En molts edificis públics, com les escoles, aparcaments, oficines i locals de negoci són obligatòries les boques d'incendi equipades (BIE), que són adequades per a l'extinció de foc classe A (material sòlid).

## Tipus de mànegues

### Mànega d'impulsió
La mànega d'impulsió és una mànega amb ràcords en cada extrem connectats a una llança, una altra mànega o una boca d'impulsió, que s'utilitza per a conduir aigua a pressió. Pot ser:
- mànega flexible plana, de 25, 45, 70 ó 100 mm de diàmetre (norma UNE 23091-2B:1981).[3]
- mànega semirígida, de 25 mm de diàmetre (norma UNE-EN 1947:2015).[4]

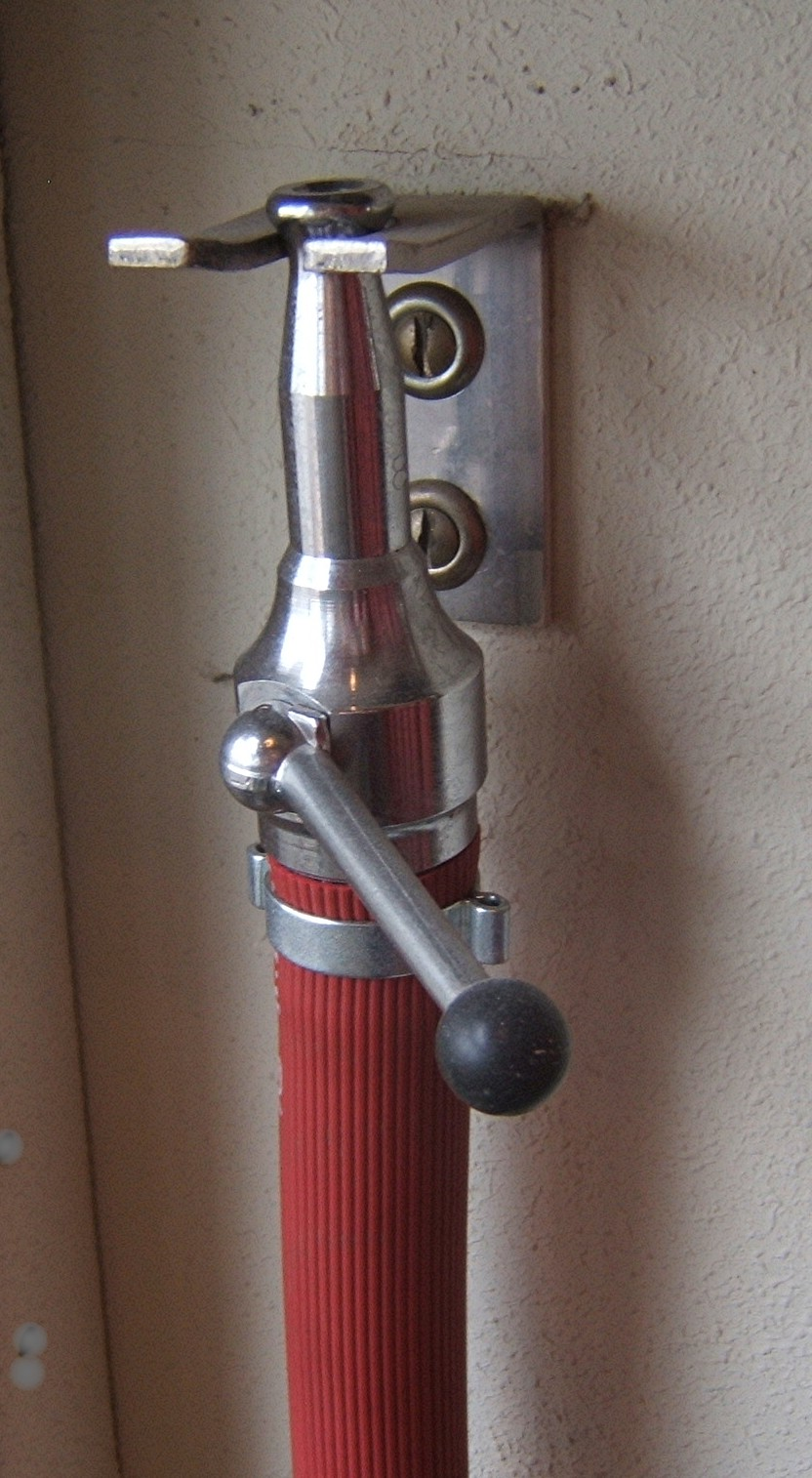
Llança de la mànega

### Mànega d'aspiració
La mànega d'aspiració és un tipus específic de mànega d'incendis semirígida que s’utilitza per alimentar bombes aspirants.

## Ràcord
A Espanya el ràcord normalitzat per a tots els cossos de bombers és el ràcord Barcelona. Anteriorment s'utilitzaven diferents tipus, fins que el 1941 un incendi a Santander que va destruir 400 habitatges hi van acudir bombers de moltes ciutats espanyoles i no podien acoblar les mànegues entre ells, i el 1969 en un incendi a la refineria d'Escombreras, Cartagena, també hi van acudir bombers de diferents ciutats d'Espanya, i no podien acoblar amb els ràcords de la refineria. El 1982 (amb modificacions de 1994 i 1998) es va publicar la UNE 23400 que normalitzava a tot Espanya l'ús del ràcord Barcelona, que era el que usaven els Bombers de Barcelona.
Altres ràcords utilitzats al món són l'Storz a Alemanya, Suïssa, i altres països del nord d'Europa, el Guillemin a França i Bèlgica, l'UNI a Itàlia, el NH (roscat) als EUA, el Nakajima al Japó.

## Història
La moderna mànega d'incendis va ser inventada el 1673 per Jan van der Heyden. Amb les seves mànegues fetes de cuir i una bomba millorada per a la lluita contra incendis, es van poder controlar efectivament per primera vegada els grans incendis mitjançant l'aigua d'una forma pràctica. Van der Heyden també va dissenyar un tipus de sobrealimentació per al bombament d'aigua des dels canals navegables. Al voltant de 1780, les mànegues de cuir es van substituir per les de teixit de lona. Actualment les mànegues d'incendis estan construïdes amb 3 ó 4 capes (cautxú sintètic i fibra sintètica) per a fer-les més resistents a la calor, la tracció, el fregament, la pressió i els productes químics.

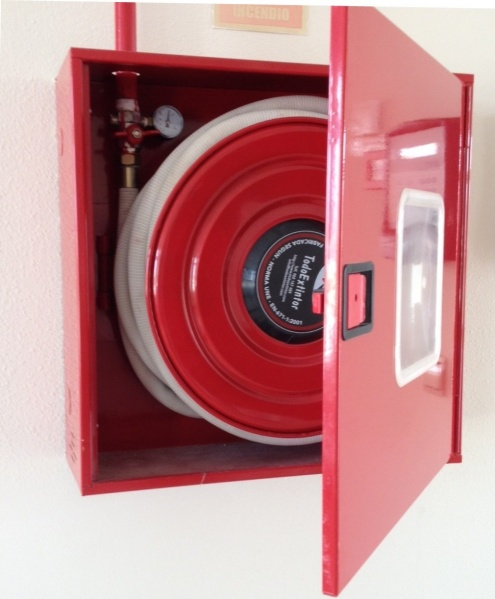
Boca d'incendis equipada

## Boca d'incendis equipada
La boca d'incendis equipada (BIE) consisteix en una mànega, plana o semirígida, que està enrotllada en una bobina i està permanentment connectada al sistema de subministrament d'aigua. El diàmetre de la mànega és de 25 mm si la mànega és semirígida i de 45 mm si la mànega és plana. La bobina està generalment fixada a la paret, però també pot sortir fora amb unes frontisses. El conjunt està contingut en un armari amb la porta practicable o amb vidre de seguretat que cal trencar en cas d'incendi.

## Ús
A més dels extintors presents en els edificis, la boca d'incendis equipada és un bon complement per a l'extinció d'incendis. En els casos en què l'aigua és adequada per apagar el tipus d'incendi, es guanya molt de temps abans que arribi la brigada dels bombers. Tanmateix, cal anar amb cura pels danys que pot causar l'aigua.